# Tommasini
Tommasini ist ein italienischer Hersteller von Rennradrahmen.
Irio Tommasini war ein leidenschaftlicher Radrennfahrer. 1948 lernte er das Handwerk des Rahmenbaus, speziell von Rennrädern in einer Fahrradfabrik in Mailand. 1957 eröffnete er seine eigene Fahrrad-Manufaktur in Grosseto, Toskana. Ende der 1960er-Jahre begann Tommasini ins Ausland zu exportieren. Bis 1972 arbeitete er zusammen mit Giuseppe Pelà, einem der besten Rahmenbauer Italiens zu dieser Zeit.
Tommasini fertigt Rahmen aus Stahl, Kohlenstofffasern, Aluminium, Titan und Edelstahl im italienischen Grosseto. Maßrahmen von Tommasini werden an den jeweiligen Fahrer angepasst. Bereits vor seinem Tod im Oktober 2024 übernahmen die beiden Töchter des Gründers, Barbara und Roberta Tommasini, die Geschäftsleitung. Deutscher Generalimporteur ist Bicisport Colosimo in Berlin.